# Sanída
Sanída (grec moderne : Σανίδα) est un village chypriote situé dans le district de Limassol et comptant plus de 42 habitants.